# Battle.net
배틀넷(영어: Battle.net)은 블리자드 엔터테인먼트가 개발한 인터넷 기반의 온라인 게임, 소셜 네트워크 서비스, 디지털 배급, 디지털 권리 관리 플랫폼이다. 이 서비스는 1996년 12월 31일에 시작되었고, 며칠 뒤인 1997년 1월 3일에는 블리자드의 액션 롤플레잉 게임인 디아블로가 출시되었다. Battle.net은 2017년 8월에 공식적으로 "Blizzard Battle.net"으로 이름이 변경되었고, 2021년 1월에 다시 원래 이름으로 되돌아갔다.
블리자드 엔터테인먼트는 2009년 3월 20일 개선된 Battle.net 2.0을 공식 발표했다. 이후 블리즈컨 2009에서 월드 오브 워크래프트, 스타크래프트 II, 디아블로 III를 지원하는 Battle.net 개선 기능에 대한 추가 세부 정보를 공개했다. 기존 Battle.net은 Battle.net Classic으로 이름이 변경되었다. Battle.net Classic 게임은 Battle.net 2.0 게임과는 다른 계정 시스템을 사용한다.
현재 이 플랫폼은 블리자드의 모든 현대 PC 게임 ( 하스스톤, 히어로즈 오브 더 스톰, 오버워치 2, 스타크래프트: 리마스터 포함), 다양한 콜 오브 듀티 게임, 그리고 블리자드 엔터테인먼트의 기업 자매사인 액티비전의 크래쉬 밴디쿳 4: 이츠 어바웃 타임에 대한 상점 활동, 소셜 인터랙션 및 매치메이킹을 지원한다. 이 플랫폼은 게임 간 인스턴트 메신저 및 음성 채팅 서비스를 제공한다.
2017년 9월, 블리자드 엔터테인먼트는 안드로이드 및 iOS용 Battle.net 애플리케이션을 출시했다. 이 앱은 친구와 채팅하고 친구를 추가하는 기능 외에 현재 친구들이 어떤 게임을 플레이하고 있는지 볼 수 있는 기능을 포함한다.

## 역사

### Battle.net Classic (1996–2009)
1996년 12월 31일 서비스가 처음 시작되었을 때 (이 서비스를 사용하는 첫 게임인 디아블로는 며칠 뒤인 1997년 1월 3일에 출시), Battle.net은 채팅 및 게임 목록과 같은 몇 가지 기본 서비스만 제공했다. 플레이어는 서비스에 연결하여 다른 게이머와 대화하고 디아블로의 멀티플레이어 게임에 참여할 수 있었다. 사용자 계정 데이터 외에 게임 데이터는 Battle.net 서버에 저장되지 않았다. 플레이어가 게임에 연결하면 게임의 다른 플레이어에게 직접 연결되었다. Battle.net 서버를 통해 데이터가 전송되지 않았다. 이것은 서비스를 빠르고 쉽게 사용할 수 있게 했지만, 플레이어가 로컬에서 게임 데이터를 수정할 수 있었기 때문에 빠르게 광범위한 치팅으로 이어졌다. 하지만 개인 게임을 만들 수 있는 옵션이 있었기 때문에 많은 플레이어가 아는 사람들과 게임을 했다.
1998년 스타크래프트의 출시로 Battle.net 서비스 사용량이 크게 증가했다. 래더 랭킹 및 게임 필터와 같은 기능이 서비스에 추가되었다. Battle.net은 확장팩 스타크래프트: 브루드 워 출시 후 더욱 커져서, 항상 수만 명의 플레이어가 접속해 있었다(오늘날에도). 스타크래프트 Battle.net은 대한민국에서 특히 성공적이었는데, 접속 플레이어 수가 종종 미국보다 훨씬 많았다.
스타크래프트는 또한 CD 키를 사용하는 새로운 복사 방지 방식을 도입했다. 디아블로에서는 Battle.net이 모든 클라이언트가 서비스에 연결할 수 있도록 허용했다. 스타크래프트에서는 유효하고 고유한 CD 키(각 박스형 게임과 함께 배포되는 13자리 숫자)를 가진 플레이어만 서비스에 접속할 수 있었다. 특정 CD 키를 사용하여 Battle.net에 동시에 접속할 수 있는 사람은 한 명뿐이었다. CD 키는 음소거(채널 채팅 또는 귓속말 불가), 무효화(Void 채널로 제한), 투옥(음소거 및 무효화 모두) 또는 Battle.net에서 완전히 차단될 수도 있었다. 스타크래프트 이후의 모든 블리자드 게임은 Battle.net에 연결하기 위해 CD 키 시스템을 사용했다. 스타크래프트: 브루드 워는 해당 컴퓨터에 설치된 원본 스타크래프트의 CD 키를 사용했으므로 원본이 이미 설치되어 있어야만 설치할 수 있었다. 브루드 워에서 게이트웨이 시스템(선택 가능한 지역 서버 클러스터)이 출시되면서, 서로 다른 게이트웨이에 있는 한 두 명의 플레이어가 동시에 플레이할 수 있다. 게이트웨이는 예상대로 서로 분리되어 있으며, 각 게이트웨이는 자체 게임 목록과 다른 게이트웨이와 공유되지 않는 사용자 계정을 가지고 있으므로, 여전히 같은 게임에서 플레이하거나 서로 채팅할 수 없는 등의 제한이 유지된다.
디아블로 II는 2000년에 많은 기대를 받으며 출시되었다. Battle.net과 관련하여 디아블로 II의 주요 특징은 이 게임이 클라이언트 서버 모델을 사용했다는 것이다. 이 게임은 더 이상 각 플레이어의 컴퓨터에서 시뮬레이션되지 않고 블리자드의 서버에서 실행되었다. 이는 게임의 모든 캐릭터 데이터가 Battle.net 서버에 저장된다는 것을 의미하기도 했다. 이 게임에는 또한 Battle.net에서 플레이어의 캐릭터를 클라이언트에 저장하는 공개 캐릭터 기능이 있다. 이를 통해 플레이어는 로컬 또는 LAN에서 캐릭터를 플레이한 다음 Battle.net에서 동일한 캐릭터를 사용할 수 있었다. 하지만 Battle.net에서 플레이된 모든 공개 게임은 다른 플레이어가 로컬에서 캐릭터를 수정했을 수 있으므로 치팅으로부터 보호되지 않았다. 디아블로 II는 또한 Battle.net 채팅방의 플레이어를 게임 내 캐릭터처럼 보이는 아바타로 보여주는 독특한 기능을 가지고 있었다. 또한 이전 게임에서는 주로 색상 차이만 있었던 것과는 다른 Battle.net 인터페이스를 사용했다. "하드코어" 래더를 포함한 확장된 래더 지원도 있었다. 하드코어 래더는 게임 내에서 캐릭터가 죽으면 영구적으로 제거되는 플레이어를 나열했다. 다시 한번, 디아블로 II의 Battle.net 사용량은 꾸준히 증가했으며, 2001년 확장팩 디아블로 II: 파괴의 군주의 출시와 함께 더욱 높아졌다.
워크래프트 III: 레인 오브 카오스는 2002년에 출시되었고 확장팩 워크래프트 III: 프로즌 쓰론은 2003년에 출시되었다. 이 두 게임의 출시는 온라인 서비스에 여러 가지 새로운 기능을 가져왔다. 추가된 가장 중요한 기능은 아마도 익명 매치메이킹 개념일 것이다. 이 기능은 게임을 플레이하고 싶은 사용자가 단순히 버튼을 누르면 실력(랭킹 기준)이 비슷하고 게임을 플레이하고 싶은 한 명 이상의 다른 플레이어와 자동으로 매치될 수 있도록 허용했다. 이를 통해 사람들은 빠르고 쉽게 게임에 참여할 수 있었다. 또한 두 사람이 의도적으로 게임을 이기거나 져서 래더 랭킹을 인위적으로 올리는 승패 조작을 줄였다. 매치메이킹 개념은 "조직된 팀"이라는 기능으로 팀 게임으로도 확장되었다. 조직된 팀 게임에서는 한 명 이상의 친구와 팀을 만들 수 있었고, 이 팀은 동일한 규모와 랭킹의 다른 팀과 익명으로 매치되었다. 하지만, '어뷰징'이라는 자동 '공정' 매치업을 속이는 전략이 도입되었는데, 단순히 한 동료와 의도적으로 조직된 팀 게임에서 패배하여 다른 동료(쉽게 승리하기를 원하는)가 어려움을 겪지 않도록 하는 것이다. 자동 매치업은 두 플레이어를 상대적으로 미숙한 플레이어와 대결하게 할 것이기 때문이다. 확장팩에서는 자동 토너먼트가 추가되었는데, 플레이어는 하루 종일 진행되는 일련의 게임에서 토너먼트 챔피언이 되기 위해 경쟁했다. 새로운 게임 스타일 외에도 플레이어의 승리 횟수에 따라 잠금 해제되는 선택 가능한 채팅방 아이콘, 친구 목록, 클랜 지원 등 다양한 기능이 추가되었다.

### Battle.net 2.0 (2009–2013)
Battle.net은 2009년 블리자드 엔터테인먼트에 의해 개편되었고 2009년 3월 20일 공식적으로 공개되었으며, 블리즈컨 2009에서 더 자세히 설명되었다. 새로운 Battle.net은 세 가지 고유한 섹션으로 구성된다. 첫 번째 섹션은 플레이어가 모든 Battle.net 계정, 월드 오브 워크래프트 캐릭터 및 친구 목록을 통합된 단일 Battle.net 계정에 연결하고 통합할 수 있도록 한다. 플레이어는 또한 게임 내에서 업적을 잠금 해제하여 플레이어 프로필에 표시되는 아바타와 데칼을 잠금 해제할 수 있으며, 데칼은 게임 내 플레이어 유닛에서도 볼 수 있다.
두 번째 섹션은 Battle.net을 플레이어를 위한 경쟁 플랫폼으로 만드는 것으로, 새로운 개선된 매치메이킹 시스템을 포함하여 플레이어가 게임을 조직하는 과정을 단순화한다. 래더 시스템도 개편되었다. 이 시스템은 플레이어를 경쟁 수준에 따라 특정 리그로 분류한다. 그런 다음 플레이어는 자신의 실력 수준과 비슷한 다른 플레이어와 경쟁한다. 게임 속도가 줄어들고 지도가 게임 속도를 느리게 하도록 설계된 연습 리그도 있다. 파티 시스템은 월드 오브 워크래프트와 유사하게 작동하여 친구와 함께 파티를 만들고 파티로 게임에 참여할 수 있다.
마지막 섹션은 새로운 채팅 시스템으로, 게임 전반에 걸쳐 인스턴트 메신저와 유사한 새로운 시스템을 포함한다. 플레이어는 게임, 서버, 캐릭터를 넘어 친구와 소통할 수 있다.
월드 오브 워크래프트는 처음에는 Battle.net을 지원하지 않았고, 2009년 3월 20일 Battle.net 개편 전까지는 Battle.net과 별개의 계정을 가졌다. 개편 이후 월드 오브 워크래프트 플레이어는 자신의 계정을 새로운 Battle.net 계정과 통합해야 했다. 월드 오브 워크래프트에서 활용되는 Battle.net의 기능에는 플레이어가 리얼 ID 친구 목록에 있는 다른 진영, 다른 서버, 스타크래프트 II 및 디아블로 III와 같은 다른 게임의 친구와 크로스 렐름, 크로스 진영, 크로스 게임 채팅에 참여할 수 있도록 하는 것이 포함된다. 2009년 11월 11일, 블리자드 엔터테인먼트는 Battle.net을 월드 오브 워크래프트 플레이어를 위한 필수 기능으로 만들었다.
스타크래프트 II는 새롭게 개편된 Battle.net 온라인 인터페이스를 기본적으로 지원하는 첫 번째 게임이었다. 이 게임은 세 부분으로 나뉘었는데, 자유의 날개라는 부제가 붙은 기본 게임, 확장팩 군단의 심장, 독립 실행형 확장팩 공허의 유산, 그리고 다운로드 가능 콘텐츠 미션 팩인 노바 비밀 작전이 있다.
새로운 인터페이스에는 인스턴트 메신저와 유사한 채팅 서비스가 포함되어 있어 플레이어가 다른 게임에서 상호 작용할 수 있다. 이 플랫폼은 또한 플레이어를 위한 VoIP를 지원한다.
2010년 5월 5일, 블리자드는 Battle.net 2.0이 소셜 네트워킹 사이트 페이스북과 통합될 것이라고 밝혔는데, 이는 "세계 최고의 온라인 게임 플랫폼과 세계에서 가장 인기 있는 소셜 플랫폼을 연결"하는 것이라고 설명했다.

### 데스크톱 및 모바일 앱 (2013–2017)
2013년 8월, 블리자드 엔터테인먼트는 Battle.net 런처의 오픈 베타를 출시했다. 런처는 플레이어가 게임을 구매, 설치, 패치하고, 친구 목록 및 메시징에 접근하며, 일부 계정 관리 및 게임 서비스에 접근할 수 있는 데스크톱 애플리케이션이다. 블리자드는 2016년 10월 자체 게임 간 음성 채팅 서비스인 블리자드 보이스를 출시했다. 블리자드 보이스는 Battle.net 애플리케이션에 통합되어 있다.
2017년 2월, 블리자드는 월드 오브 워크래프트의 "WoW 토큰"을 통해 블리자드 스토어 크레딧을 얻을 수 있는 기능을 도입했다. 이 토큰은 게임 내 골드를 사용하여 구매하며, 처음에는 월드 오브 워크래프트 플레이어 간 크레딧 거래 수단으로 사용되었다. 이 크레딧은 다른 블리자드 게임이나 콘텐츠(하스스톤 카드 팩, 오버워치 전리품 상자 등)를 구매하는 데 사용할 수 있었다.
번지가 개발하고 블리자드 엔터테인먼트의 기업 자매사인 액티비전이 퍼블리싱한 데스티니 가디언즈의 윈도우 버전은 2017년 10월 24일 윈도우 출시 시 Battle.net을 통해서만 독점적으로 판매 및 출시되었으며, 게임의 매치메이킹 기능을 지원하는 데 사용되어 런처가 지원하는 첫 비블리자드 게임이 되었다. 블리자드는 플레이어가 월드 오브 워크래프트에서 쌀먹을 통해 블리자드 계정 크레딧을 생성하여 데스티니 가디언즈 구매에 사용할 수 있다고 확인했다. 블리자드는 Battle.net에서 지원할 "향후 액티비전 게임에 대한 필요성 또는 기회"를 "잠재적으로 평가"하고 있다고 밝혔다. 2018년 말 출시 예정인 콜 오브 듀티: 블랙 옵스 4가 이 서비스의 두 번째 타이틀이 되었다. 블리자드는 다른 타사에 유사한 지원을 확대할 계획은 없다고 밝혔는데, 이는 제품의 품질 관리가 약화될 것을 우려하기 때문이라고 했다.
데스티니 가디언즈는 2019년 10월 1일 번지와 액티비전이 상호 합의 하에 퍼블리싱 계약을 종료함에 따라 Battle.net에서 삭제되었고, 번지는 그 날짜 이후 플레이어들을 스팀으로 이전시켰다.
Battle.net의 주요 사용자 인터페이스 업데이트는 2021년 1월에 발행되었으며, 뉴스 및 사용자 친구 목록의 가시성을 개선하고 접근성 기능 및 내비게이션 기능을 제공하는 것을 목표로 한다.
2017년 9월, 블리자드 엔터테인먼트는 안드로이드 및 iOS용 Battle.net 애플리케이션을 출시했다. 이 앱은 Battle.net 사용자 친구와 친구 초대 수락 및 전송, 친구와의 채팅 등 간단한 소셜 네트워킹 기능을 제공한다.

### 리브랜딩 및 지속적인 개발 (2017–현재)
2016년 말, 블리자드 엔터테인먼트는 Battle.net을 리브랜딩할 계획을 발표했다. 마이클 모하임 CEO에 따르면, 회사는 블리자드와 Battle.net이라는 두 개의 경쟁 브랜드가 있어 플레이어가 게임 정보를 찾는 데 혼란을 초래하는 상황에 처했고, 브랜딩을 통합하기를 원했다고 한다. 첫 단계는 2016년 9월 21일 서비스 명칭을 "Battle.net"에서 "Blizzard Tech"로 변경하고 2017년 3월 24일까지 클라이언트 이름을 "블리자드 앱"으로 바꾸는 계획이었다. 그러나 이러한 변경 후 블리자드는 "Battle.net" 브랜드가 너무 많은 유산을 가지고 있어 포기할 수 없다는 것을 깨달았다. 브랜드를 포기하는 것이 사용자에게 추가적인 혼란을 야기했기 때문이다. 이는 블리자드가 데스티니 가디언즈를 서비스에 사용하려고 할 때 더욱 문제가 되었는데, 그들은 이 게임이 블리자드에서 개발한 것이 아니라 Battle.net 프레임워크를 사용한다는 것을 명확히 하고 싶었지만, "블리자드 앱" 브랜딩으로는 명확성을 제공할 수 없었다. 2017년 8월, 블리자드 엔터테인먼트는 완전한 리브랜딩 계획을 철회하고, 앞으로 서비스와 애플리케이션을 "Blizzard Battle.net"이라고 부를 것이라고 발표했다. 모하임은 이것이 두 브랜드를 결합하고 소비자 혼란을 최소화하는 가장 좋은 방법이라고 말했다. 2021년 2월, 블리자드 엔터테인먼트는 새로운 인터페이스를 출시하고 애플리케이션을 원래 이름인 "Battle.net"으로 되돌렸다.
블리자드는 2023년 8월 오버워치 2를 시작으로 일부 PC 게임을 스팀에 출시할 계획이라고 발표했다. 스팀에서 게임을 플레이하려면 Battle.net 계정이 필요하지만, 런처 앱은 필요하지 않다. 블리자드는 이러한 움직임의 이유로 "[우리를] 움직이는 아이디어 중 하나는 전 세계 플레이어들이 어디에 있든 그들을 만나고 우리 게임을 가능한 한 쉽게 접근하고 플레이할 수 있도록 하는 것입니다. 우리는 모두가 어떻게 플레이하든 상관없이 오랜 친구들과 함께 우리 세계를 경험하고 새로운 친구를 사귈 기회를 주고 싶습니다"라고 밝혔다.
2025년 2월 18일, 옵시디언 엔터테인먼트가 개발한 어바우드는 엑스박스 게임 스튜디오가 퍼블리싱한 게임 중 처음으로 Battle.net에서 이용 가능하게 되었다. 이는 마이크로소프트의 액티비전 블리자드 인수 이후의 일이다. 2025년 5월, 이드 소프트웨어가 개발한 둠: 더 다크 에이지스는 베데스다 소프트웍스가 퍼블리싱한 게임 중 처음으로 Battle.net에서 출시되었다.

## 개발

### 보안

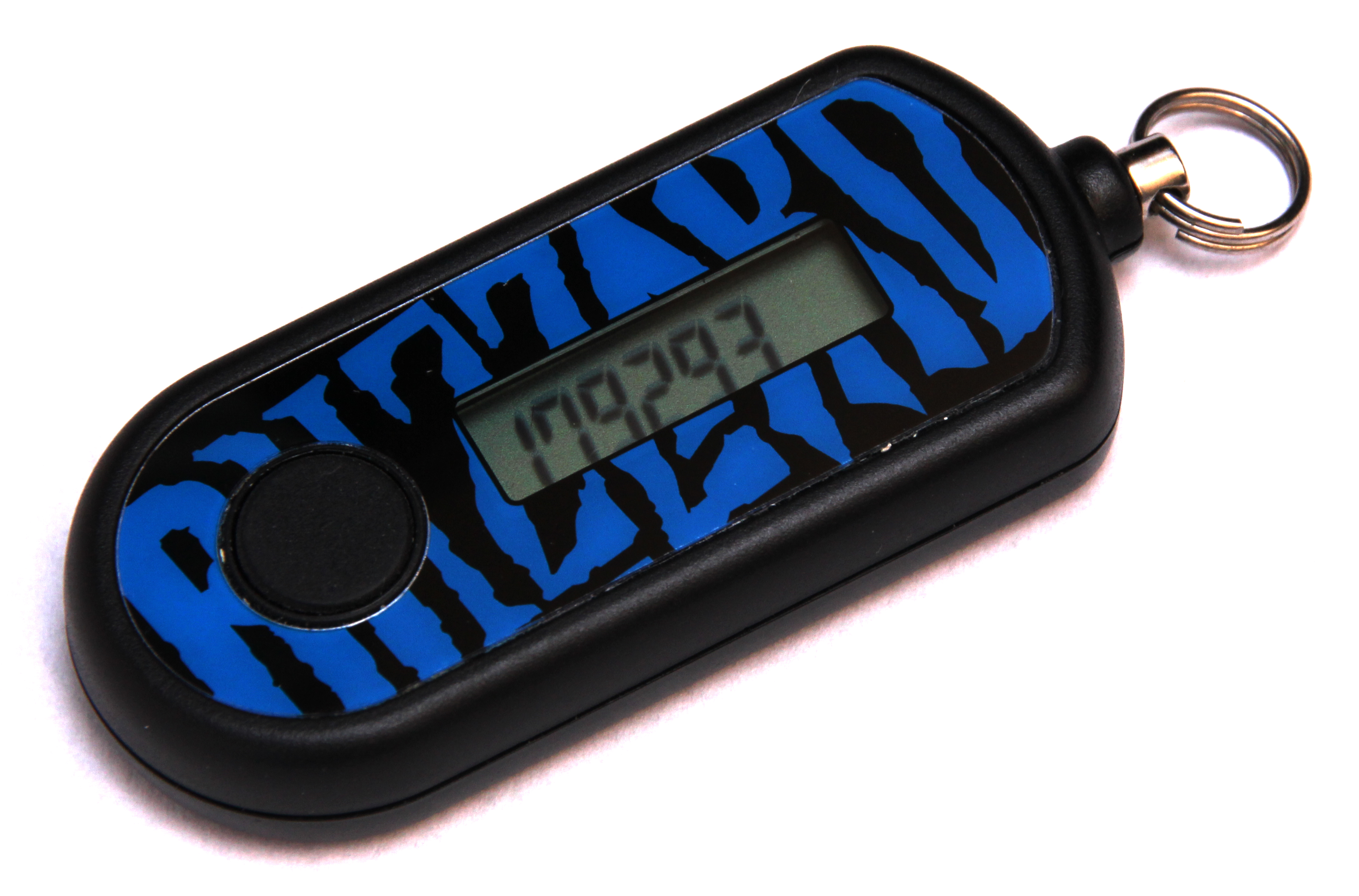
Battle.net용 하드웨어 인증기

사용자가 Battle.net 계정을 보호할 수 있도록 블리자드 엔터테인먼트는 서비스에 이중 인증 옵션을 구현했다. 2008년에 출시된 이 기능은 처음에는 사용자의 자격 증명이 인코딩된 블리자드에서 구매할 수 있는 별도의 장치를 통해 제공되었다. 이 장치는 열쇠고리에 달 수 있었고 플레이어의 계정에 연결된 유사 난수를 생성하여 Battle.net에 로그인할 때 신원을 확인하기 위해 입력해야 했다. 나중에 블리자드는 2009년에 iOS 및 안드로이드 플랫폼용 Battle.net 모바일 애플리케이션을 출시하여 동일한 기능을 복제했다. 2016년 6월 업데이트는 과정을 단순화하여 사용자가 컴퓨터에서 Battle.net 계정에 로그인할 때 연결된 모바일 장치의 버튼 하나만 누르면 인증을 확인할 수 있도록 했다. Battle.net을 사용하는 데 필수적이지는 않지만, 일부 게임 측면에서는 장치 또는 모바일 앱을 통해 이중 인증을 활성화해야 한다.

### 성장 역사
1997년 11월까지 블리자드 엔터테인먼트는 Battle.net에서 220만 건의 게임이 플레이되었고, 125만 명의 다른 사용자가 있었으며, 매일 평균 3,500명의 새로운 사용자가 있었다고 주장했다. 1999년 4월까지 Battle.net에는 230만 명의 활성 사용자가 있었고, 5만 명 이상의 동시 접속자가 있었다고 보고되었다. 2002년 9월까지 활성 사용자 수는 1,100만 명으로 급증했다. 2004년 9월까지 활성 사용자 수는 거의 1,200만 명에 달했으며, 매일 210만 시간 이상 온라인에서 보내졌고, 평균 20만 명의 동시 접속자가 있었으며, 최고 동시 접속자 수는 40만 명이었다. 2006년, 블리자드는 Battle.net이 월드 오브 워크래프트 구독자 기반과 결합했을 때 온라인 게임의 선두 주자라고 주장하며, "심지어 Xbox Live도 우리에게 근접하지 못한다"고 언급했다.

### 커뮤니티 콘텐츠
Battle.net을 중심으로 개발자 커뮤니티가 형성되었다. Battle.net을 지원하는 게임을 위한 여러 비공식 클라이언트가 있으며, Battle.net 지원 게임이 사용하는 대부분의 프로토콜은 자원봉사자들에 의해 역설계되어 공개되었다.
또한, 플레이어가 게임 중에도 친구와 대화할 수 있는 "귓속말" 도구와 같은 여러 통신 도구가 만들어졌다.
커스텀 게임(블리자드 엔터테인먼트가 만들지 않은 맵을 사용하는 게임)은 커뮤니티를 구축하는 데 도움이 되었으며 현재는 플레이되는 게임의 상당 부분을 차지한다. 워크래프트 III에서 가장 인기 있는 게임 중에는 타워 디펜스 맵과 "영웅 솔로" 맵(디펜스 오브 디 에인션츠 및 아레나 맵 등) 또는 플레이어가 경제, 기술, 유닛 다양성을 개발하지만 유닛을 제어할 수 없는 "문명 전쟁"과 같은 순수 RTS 게임이 있다.

## 논란

### bnetd
일부 게이머들이 Battle.net과 블리자드 게임이 사용하는 네트워크 프로토콜을 역설계하여, GNU GPL에 따라 무료 Battle.net 에뮬레이션 패키지인 bnetd를 출시했다. bnetd를 사용하면 게이머는 블리자드 게임을 플레이하기 위해 공식 Battle.net 서버를 사용할 필요가 없다.
2002년 2월, 블리자드 엔터테인먼트가 고용한 변호사들은 디지털 밀레니엄 저작권법 (DMCA)에 따라 bnetd 개발자들에게 법적 조치를 취하겠다고 위협했다. 블리자드 게임은 "Battle.net"으로 총칭되는 블리자드 제어 서버 세트에서만 온라인으로 작동하도록 설계되었다. Battle.net 서버에는 소프트웨어 불법 복제를 방지하는 수단으로 CD 키 검사가 포함되어 있다.
bnetd 개발자들이 블리자드의 CD 키 검사 시스템을 bnetd에 통합하겠다는 제안에도 불구하고, 블리자드는 그러한 소프트웨어 패키지의 공개적인 가용성이 불법 복제를 용이하게 한다고 주장하며 DMCA 조항에 따라 bnetd 프로젝트를 중단하도록 조치했다. 이 사건은 DMCA의 첫 번째 주요 시험 사례 중 하나였기 때문에 전자 프런티어 재단이 개입했다. 한동안 재판 없이 사건을 해결하기 위한 협상이 진행 중이었다. 그러나 협상이 결렬되었고 블리자드는 모든 혐의에서 승소했다. 피고는 스타크래프트의 최종 사용자 라이선스 계약(EULA)과 Battle.net의 이용 약관을 모두 위반한 것으로 판결되었다.
이 결정은 제8연방항소법원에 항소되었고, 2005년 9월 1일 블리자드 엔터테인먼트/비방디에게도 유리한 판결이 내려졌다.

### 개인 정보 및 리얼 ID
2010년 7월 6일, 블리자드 엔터테인먼트는 사용자에게 실명으로 자신을 식별하도록 요구하도록 포럼 작동 방식을 변경할 계획이라고 발표했다. 커뮤니티의 반응은 압도적으로 부정적이었고, 여러 게임 잡지는 이 변화를 "무모한" 그리고 "대실패"이라고 불렀다. 또한 블리자드 포럼 역사상 가장 큰 사용자 반응을 불러일으켰다. 여기에는 자신의 실명을 밝히며 "별것 아니다"라고 말한 블리자드 직원의 개인 정보도 포함되었다. 그의 실명이 공개된 직후, 전화번호, 사진, 나이, 집 주소 및 기타 세부 정보를 포함한 개인 정보가 게시되었다.
일부 기술 매체는 이 변경이 좋은 생각이며 Battle.net과 블리자드 커뮤니티 모두에게 이익이 될 것이라고 제안했다. 다른 사람들은 블리자드가 팬들을 스토킹, 성범죄자, 고용 문제와 같은 실제 위험에 노출시킬 수 있다고 우려했다. 사용자의 고용주가 간단한 구글 검색으로 온라인 활동을 알 수 있기 때문이다. 또한 이것이 실제 괴롭힘과 안전 문제로 이어질 수 있다는 우려도 있었다. 특히 게임 내에서 이미 괴롭힘을 자주 당하는 여성 및 트랜스젠더 게이머의 경우 더욱 그렇다.
블리자드 엔터테인먼트는 처음에 이러한 우려에 대해 변경 사항이 이전 게시물에 소급 적용되지 않으며, 부모가 미성년자가 게시할 수 없도록 시스템을 설정할 수 있고, 포럼 게시가 선택 사항이라고 답했다. 그러나 엄청난 부정적인 반응으로 인해 블리자드 사장 마이클 모하임은 당분간 블리자드 포럼에서 실명을 사용하려는 계획을 철회한다는 성명을 발표했다.

### 2012년 해킹
2012년 동안 블리자드 엔터테인먼트는 여러 보안 관련 사고를 겪었다. 2012년 5월, 디아블로 III 출시 직후, 그들은 비밀번호 정보를 통해 전통적인 방식으로 해킹된 여러 계정을 발견했고, 해당 게임 캐릭터는 게임 내 소유물을 빼앗겨 돈으로 팔 수 있게 되었다. 블리자드는 이때 영향을 받은 계정들이 인증 옵션을 사용하지 않았으며, 게임의 경매장에 대한 위 인증 요구 사항과 같은 보안 개선을 위해 변경 사항을 적용했다고 언급했다. 몇 달 뒤인 2012년 8월 4일, 블리자드는 Battle.net 서버가 해킹되어 사용자 이메일 주소, 보안 질문 답변, 암호화된 비밀번호를 포함한 일부 개인 정보에 접근되었지만, 블리자드에 따르면 사용자 계정이 손상될 정도는 아니었다고 보고했다. 블리자드 엔터테인먼트는 북미 Battle.net의 모든 플레이어에게 비밀번호 변경을 요구했고, 모든 사용자에게 보안 질문 변경을 제안했다.
이러한 보안 침해는 2012년 11월 블리자드 엔터테인먼트에 대한 집단 소송으로 이어졌다. 소송은 회사가 인증 장치 판매로 이익을 얻었을 뿐 자체 서버 보안을 강화하는 데 돈을 사용하지 않았으며, 8월 데이터 침해에 대해 영향을 받은 사용자에게 적시에 통지하지 못했다고 주장했다. 소송의 대부분의 주장은 2013년 7월 블리자드 엔터테인먼트에게 유리하게 약식으로 기각되었다. 주로 원고가 이러한 침해로 인해 입은 피해를 입증할 수 없었기 때문이며, Battle.net 인증기 홍보 주장과 관련된 나머지 주장은 중재를 통해 해결되었다. 이 사건은 궁극적으로 2014년 2월에 종결되었다.

## Battle.net 버전별 게임

### Battle.net Classic
- 디아블로
- 워크래프트 II: 배틀넷 에디션
- 디아블로 II (파괴의 군주)
- 스타크래프트 (브루드 워)

#### 채팅 기능 제한
- 디아블로 셰어웨어
- 디아블로 스폰
- 디아블로
- 스타크래프트 셰어웨어
- 스타크래프트 스폰
- 일본 스타크래프트 (일본어 버전 스타크래프트 공개 베타)
- 일본 스타크래프트 스폰

### Battle.net 2.0
- 월드 오브 워크래프트 (불타는 성전, 리치 왕의 분노, 대격변, 판다리아의 안개, 드레노어의 전쟁군주, 군단, 격전의 아제로스, 어둠땅 및 용군단)
- 워크래프트 III: 리포지드
- 스타크래프트 II: 자유의 날개 (군단의 심장 및 공허의 유산)
- 스타크래프트: 리마스터
- 디아블로 IV
- 디아블로 이모탈
- 디아블로 III (영혼을 거두는 자)
- 디아블로 II: 레저렉션
- 하스스톤
- 히어로즈 오브 더 스톰
- 오버워치 2
- 블리자드 아케이드 컬렉션 (길 잃은 바이킹, 록앤롤 레이싱, 블랙쏜, 길 잃은 바이킹 2, RPM 레이싱)
- 콜 오브 듀티: 블랙 옵스 4[16]
- 콜 오브 듀티: 모던 워페어 (워존)[64]
- 콜 오브 듀티: 모던 워페어 2 캠페인 리마스터드
- 콜 오브 듀티: 블랙 옵스 콜드 워
- 콜 오브 듀티: 뱅가드
- 콜 오브 듀티: 모던 워페어 II (워존 2.0)
- 크래쉬 밴디쿳 4: 이츠 어바웃 타임
- 콜 오브 듀티: 모던 워페어 III
- 콜 오브 듀티: 블랙 옵스 6
- 어바우드[65][66]
- 둠: 더 다크 에이지스[67][68]
- 아우터 월드 2[69]
- 씨 오브 시브즈[70]

#### 더 이상 이용 불가
- 오버워치
- 데스티니 가디언즈[71]
- 워크래프트 III: 레인 오브 카오스 (프로즌 쓰론)